# Introducing Denmark
Introducing Denmark er en dansk dokumentarfilm fra 1958 instrueret af Søren Melson og efter manuskript af Johannes Smith.

## Handling
I filmserien Det atlantiske fællesskab fortæller Danmark om sig selv og om baggrunden for sin tilslutning til Atlantpagten.